# 第12後方支援連隊
第12後方支援連隊（だいじゅうにこうほうしえんれんたい、JGSDF 12th Logistic Support Regiment）は、陸上自衛隊新町駐屯地（群馬県高崎市）に駐屯していた第12師団隷下の後方支援部隊で2001年（平成13年）3月に第12後方支援隊に縮小改編された。

## 沿革
- 1991年（平成03年）3月29日：師団近代化への改編に伴い、第12武器隊・第12補給隊・第12輸送隊・第12衛生隊を統合して第12後方支援連隊が新町駐屯地において編成完結。
- 1996年（平成08年）3月29日：部隊改編。

1. 第12師団司令部第4部長職が専任化され、連隊長との兼補が解除。
2. 武器隊が武器大隊に改編。

- 2001年（平成13年）3月26日：第12師団の旅団改編に伴い、第12後方支援連隊が第12後方支援隊に縮小改編のため廃止。

## 廃止時の部隊編成
- 第12後方支援連隊本部
- 第12後方支援連隊本部付隊「12後支-本」
- 武器大隊（相馬原駐屯地）「12後支-武」
- 補給隊「12後支-補」
- 輸送隊「12後支-輸」
- 衛生隊「12後支-衛」

## 歴代の連隊長
| 代 | 氏名     | 在職期間                        | 前職                                      | 後職                                     |
| -- | -------- | ------------------------------- | ----------------------------------------- | ---------------------------------------- |
| 01 | 長岡弘   | 1991年03月29日 - 1993年07月31日 | 第12師団司令部第4部長                     | 第1混成団副団長                          |
| 02 | 森田勝   | 1993年08月01日 - 1995年07月31日 | 北部方面総監部装備部後方運用課長          | 第43普通科連隊長 兼 都城駐屯地司令       |
| 03 | 佐野紀元 | 1995年08月01日 - 1997年12月07日 | 第43普通科連隊長 兼 都城駐屯地司令        | 陸上自衛隊少年工科学校副校長 兼 企画室長 |
| 04 | 片桐満   | 1997年12月08日 - 2000年03月31日 | 陸上幕僚監部装備部装備計画課 補給管理班長 | 陸上自衛隊補給統制本部総務部長           |
| 末 | 宮本忠明 | 2000年04月01日 - 2001年03月26日 | 陸上幕僚監部付                            | 第12後方支援隊長 兼 新町駐屯地司令       |